# César Nativi
César Nativi est un footballeur français né le 12 avril 1962 à Ajaccio. Il évoluait au poste de milieu défensif, principalement au SC Bastia.

## Biographie

### En club
César Nativi évolue pendant 11 saisons avec le Sporting Club de Bastia.
Il dispute un total de 146 matchs en Division 1, inscrivant trois buts, et 174 matchs en Division 2, marquant sept buts.

### En sélection
Le 30 août 1992, il honore sa première sélection avec la Corse. La Squadra Corsa tient alors la Juventus en échec 0-0.

## Palmarès

### En club
- SC Bastia
  - Vainqueur de la Coupe de France en 1981 (ne joue pas la finale)